# Christian Dissinger

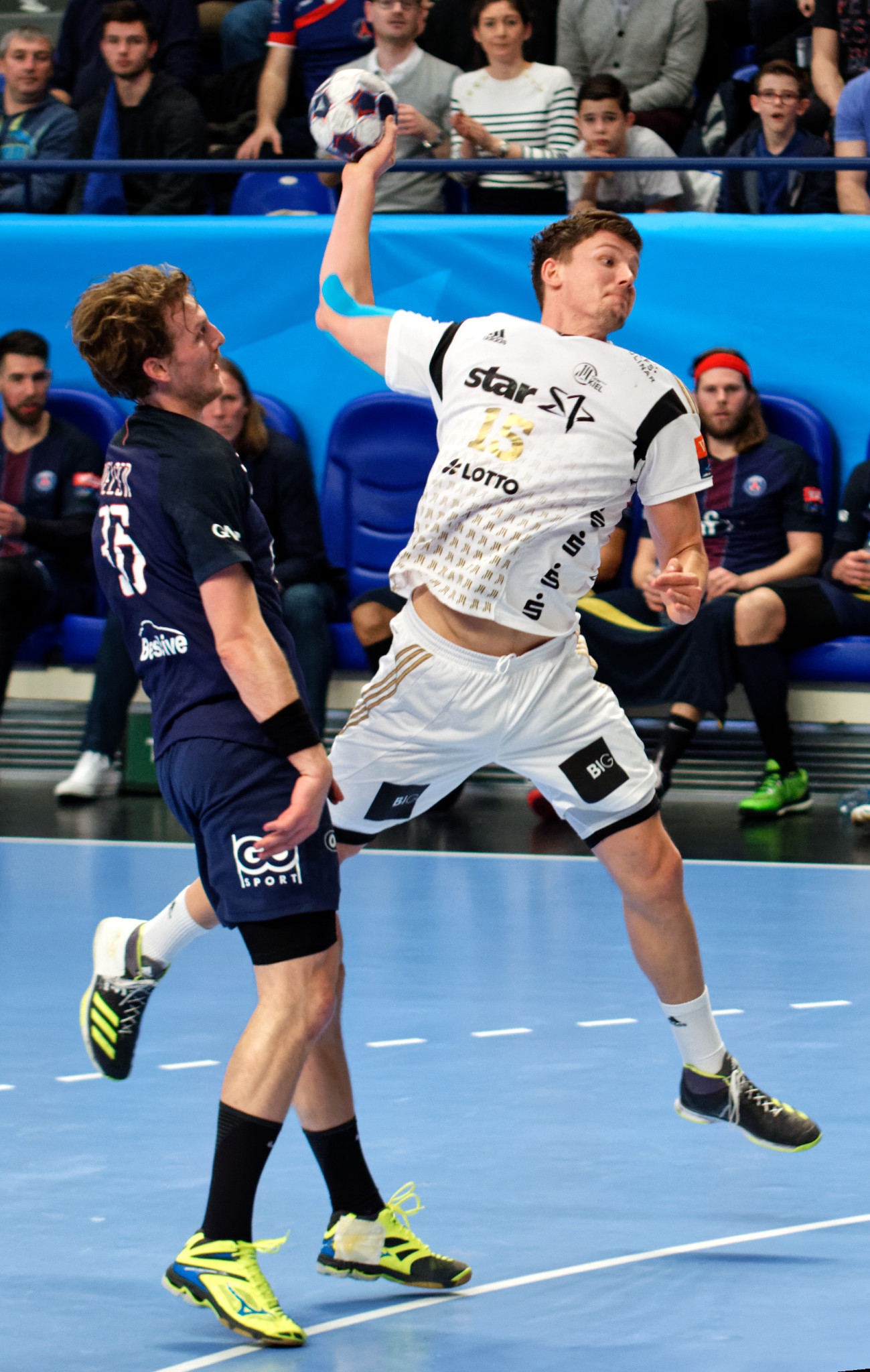
Sous le maillot du THW Kiel le 12 mars 2017.

Christian Dissinger, né le 15 novembre 1991 à Ludwigshafen, est un joueur de handball allemand, qui évolue au poste d'arrière gauche dans le club roumain du Dinamo Bucarest.
Il est notamment champion d'Europe 2016 avec l'équipe nationale d'Allemagne.

## Palmarès

### En club
Compétitions internationales
- Vainqueur de la Ligue des champions (1) : 2019
- Vainqueur de la Ligue SEHA (1) :2020

Compétitions nationales
- Vainqueur du Championnat de Suisse (1) : 2012
- Vainqueur de la Supercoupe de Suisse (2) : 2011, 2012
- Vainqueur de la Supercoupe d'Allemagne (1) : 2015
- Vainqueur de la Coupe d'Allemagne (1) : 2017
- Vainqueur du Championnat de Macédoine du Nord (2) : 2019, 2021
- Vainqueur de la Coupe de Macédoine du Nord (1) : 2021
- Vainqueur du Championnat de Roumanie (1) : 2022
- Vainqueur de la Coupe de Roumanie (1) : 2022
- Vainqueur du Championnat du Qatar (1) : 2023

### En équipe nationale
- Médaille d'or au Championnat d'Europe 2016 en Pologne
- Médaille de bronze aux Jeux olympiques de 2016 au Brésil

Sélection junior
- Médaille d'or au Championnat du monde junior 2011

### Distinctions individuelles
- Meilleur joueur et meilleur arrière gauche du Championnat du monde junior 2011